# Közlekedéstudomány

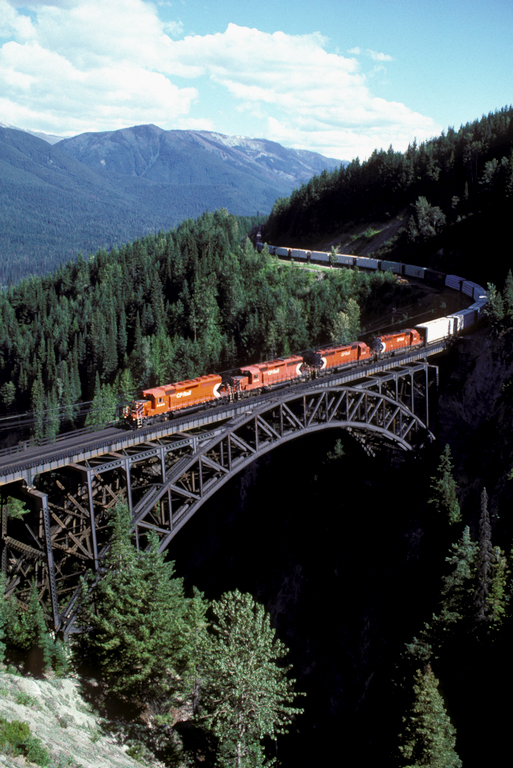
Teherszállító vonat halad át a kanadai Stoney Creek hídon

A közlekedéstudomány olyan alkalmazott tudományág, melynek feladata a közlekedés és környezetének (természeti, műszaki, gazdasági, humán stb.) elemzése, illetve kölcsönhatásaik feltárása. A közlekedéstudomány értelmezésében - gazdasági, társadalmi, technikai stb. összefüggései miatt - eltérő álláspontok léteznek. Az egyik álláspont szerint alapvető feladata a közlekedés, mint termelési folyamat leggazdaságosabb megoldásainak kidolgozása. Mások a közlekedéstudomány műszaki aspektusait hangsúlyozzák, melynek feladata a leghatékonyabb közlekedési berendezések és megoldások kidolgozása. A közlekedéstudományt a Magyar Tudományos Akadémia az 1950-es évektől önálló tudományterületnek, 2000-től pedig a műszaki tudományterületen belüli tudományágnak tekinti. Legfontosabb diszciplínái: közlekedéstan, közlekedés-gazdaságtan, közlekedéstechnika, közlekedéspszichológia, közlekedési üzemtan, közlekedéstörténet, közlekedésföldrajz, közlekedési jog (fuvarjog), közlekedés-statisztika,  logisztika. Ma a közlekedéstudományt széleskörűen művelik Magyarországon. A közlekedéstudomány legfontosabb szaklapjai: Közlekedéstudományi Szemle, Városi Közlekedés, Közlekedésépítés- és Mélyépítés-tudományi Szemle.

## A közlekedés ágazatai
- közúti közlekedés
- vasúti közlekedés
- vízi közlekedés
  - belvízi hajózás
  - tengeri hajózás
- légi közlekedés
- csővezetékes szállítás

## A közlekedési vonalak szerint
- síkbeli (közúti)
- térbeli (légi)

## Az igénybe vett közlekedési ágazatok szerint
- multimodális (például konténeres szállítás, vasúti-tengerhajózási stb.)
- komodális (például RoLa, RoRo)